# سيتيمو ميلانيز
سيتيمو ميلانيز هي كومونا (بلدية) قع في مقاطعة ميلانو في منطقة لومبارديا الإيطالية، تقع على بعد حوالي 9 كيلومترات (6 أميال) غرب وسط المدينة.
المنطقة الصناعية في كاسيليتو هي موطن شركتي ايتالتل وإس تي ميكروإكترونكس. تحد سيتيمو ميلانيز؛ رو، ميلانو، كورناريدو وكوزاغو.

## أسماء المواقع الجغرافية
أُعتقد أن الاسم أتى من المسافة بين سيتيمو وميلانو: في حين أنه في الواقع يقع بالقرب من المعلم السابع على الطريق من ميلانو إلى نفارة، أُضيفت كنية «ميلانيز» بعد توحيد إيطاليا لتمييزها عن المدن الأخرى التي تحمل نفس الاسم.

## روابط خارجية
- الموقع الرسمي